# Rita Kapfhammer
Rita Kapfhammer (* 9. Februar 1964 in Bad Tölz) ist eine deutsche Opern-, Operetten-, Konzert- und Liedsängerin (Mezzosopran/Alt).

## Leben
Rita Kapfhammer wuchs in Bad Heilbrunn auf. Sie besuchte die Schule St. Ursula in Schloss Hohenburg und absolvierte anschließend zunächst eine Ausbildung zur Hotelfachfrau. Von 1988 bis 1995 studierte sie an der Musikhochschule München Gesang bei Reri Grist und Jan-Hendrik Rootering sowie in der Liedklasse bei Helmut Deutsch und in der Oratorienklasse bei Diethard Hellmann.
Kapfhammer war von 1997 bis 2007 Ensemblemitglied am Theater Ulm und sang dort Partien wie Santuzza (Cavalleria rusticana), Jane Seymour (Anna Bolena), Amneris (Aida), Dalila (Samson et Dalila), Adalgisa (Norma), Suzuki (Madame Butterfly), Azucena (Il trovatore), Josepha Vogelhuber (Im weißen Rößl), Dolly Gallagher (Hello, Dolly!), Leokadja Begbick (Mahagonny) und Mrs. Lovett (Sweeney Todd).
Es folgte von 2007 bis 2012 ein Engagement als Ensemblemitglied am Gärtnerplatz-Theater München, wo sie ihr Debüt als Marcellina (Figaros Hochzeit) und Carmen (Carmen) gab. Weitere Partien waren Marzelline (Der Barbier von Sevilla), Frau Reich (Lustige Weiber von Windsor), Dritte Dame (Zauberflöte), Gertrud (Hänsel und Gretel), Nancy (Martha) und Pamela (Fra Diavolo).
Sie gastierte unter anderem an der Opera Baltica in Danzig, bei den Mallorca-Festspielen, am Theater Koblenz, am Staatstheater Nürnberg, am Meininger Theater, am Theater Regensburg und am Historischen Stadttheater Weißenhorn.  Seit 2012 ist sie Ensemblemitglied am Anhaltischen Theater in Dessau.
Zudem ist Kapfhammer auch als Konzert- und Liedsängerin tätig. Sie konzertierte u. a. in der Berliner Philharmonie, im Herkulessaal, im Bayerischen Nationalmuseum, und im Vöhlinschloss Illertissen. Sie sang u. a. im Messiah von Georg Friedrich Händel, in der Johannes- und Matthäuspassion, der h-Moll-Messe, sowie dem Weihnachtsoratorium von J. S. Bach, in Dvořáks Stabat Mater, Beethovens Missa Solemnis und Frank Martins Golgatha. Mit geistlichen Programmen trat sie auch in zahlreichen Kirchen auf.  